# Lý Quí Khánh
Lý Quí Khánh (sinh ngày 17 tháng 12 năm 1990) là một nhà thiết kế, nhà tạo mẫu người Việt Nam, nổi tiếng với phong cách thiết kế độc đáo có cá tính, đặc biệt là danh hiệu "World Designer" nhờ chiếc đầm dạ hội do Lan Khuê trình diễn tại Hoa hậu Thế giới 2015. Anh từng hợp tác và thiết kế cho với nhiều nữ nghệ sĩ Việt nổi tiếng.

## Tiểu sử
Lý Quí Khánh hay Lý Quý Khánh sinh ngày 17 tháng 12 năm 1990 trong một gia đình kinh doanh có tiếng. Cha anh là doanh nhân, tiến sĩ Lý Quí Trung, người đã sáng lập ra chuỗi cửa hàng Phở 24 vào năm 2003 và là người Việt Nam đầu tiên được phong hàm Giáo sư danh dự tại trường Đại học Griffith. Theo một bài phỏng vấn cá nhân, Lý Quí Khánh cho biết cha mẹ anh ly hôn khi anh mới 4 tuổi. Ông nội anh là nhà báo Chánh Trinh – nguyên Bộ trưởng Bộ thông tin của chính phủ Việt Nam Cộng hòa. Gia tộc của Lý Quí Khánh là một tập đoàn ẩm thực gia đình hàng đầu ở Việt Nam và có trụ sở chính ở Thành phố Hồ Chí Minh. Tập đoàn gia đình này là chủ sỡ hữu hàng loạt chuỗi cà phê nổi tiếng ở Thành phố Hồ Chí Minh như Runam, Maxim's Nam An, cũng như hệ thống kinh doanh đồ nội thất Nhà Xinh. Với gia thế như vậy, Lý Quý Khánh thường được gọi với biệt danh "Hoàng tử bé".

## Sự nghiệp

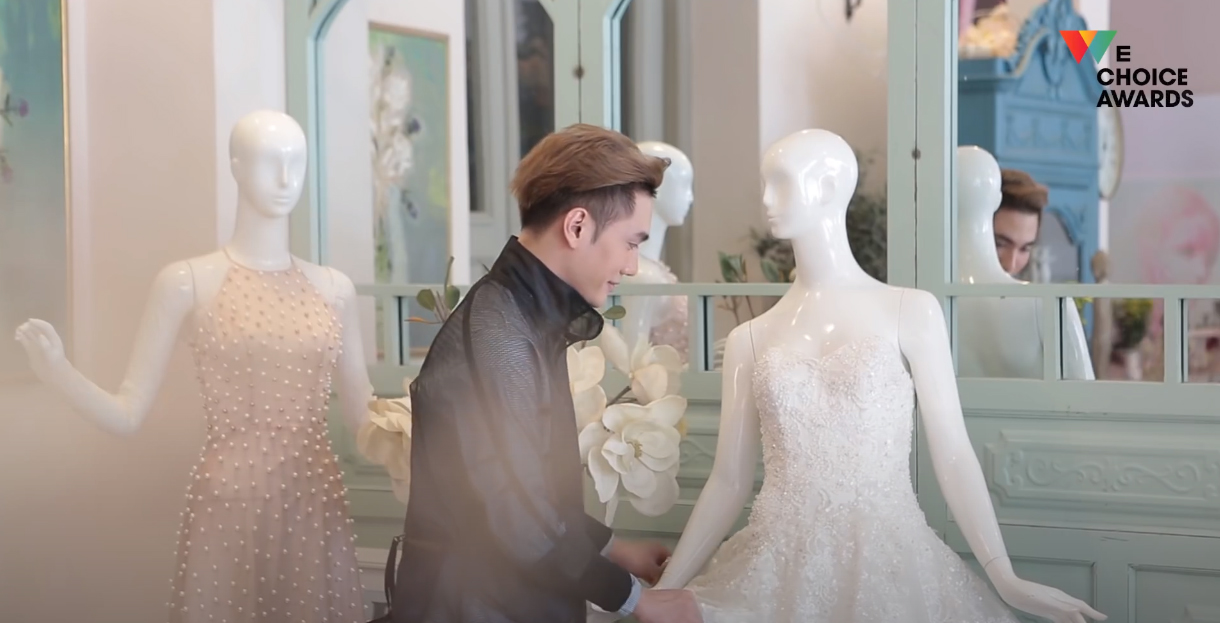
Lý Quí Khánh tại studio vào năm 2015.

### Thời kỳ đầu
Lý Quí Khánh từng học tập tại Mỹ và làm việc trong ngành thiết kế nội thất nhiều năm do ảnh hưởng từ gia đình. Đến năm 2010 thì anh quyết định chuyển hướng sang thiết kế thời trang. Năm 2011, Lý Quí Khánh ra mắt với bộ sưu tập "Antique Passion" trong show thời trang Đẹp fashion show 10. Đây là bộ sưu tập theo phong cách cổ điển châu Âu và gây được nhiều sự chú ý. Hai năm sau, anh tiếp tục cho ra mắt bộ sưu tập mới trong Đẹp fashion show 11. Trong bộ sưu tập sử dụng ba chất liệu chính là vải, giấy và gọng sắt này, anh đã gây ấn tượng mạnh cho khán giả với các thiết kế độc đáo. Sau đó, anh đảm nhiệm vai trò nhà thiết kế cho bộ trang phục dạ hội của Á hậu Trương Thị May trình diễn tại Hoa hậu Hoàn vũ 2013. Năm 2014, anh trình diễn bộ sưu tập mới trong buổi trình diễn Đẹp Fashion Runway 3 tại Hà Nội và mời Hoàng Thùy Linh làm vedette.

### Gây chú ý với loạt bộ sưu tập và giải thưởng
Mặc dù đã cho ra mắt nhiều tác phẩm, nhưng các bộ sưu tập của Lý Quí Khánh chỉ gây sự chú ý nhất định trong giới thời trang. Cho đến năm 2015, bộ sưu tập "The Last Petal" của anh được lựa chọn trình diễn tại một sự kiện trong khuôn khổ Tuần lễ Thời trang New York. Anh trở thành một trong số ít nhà thiết kế Việt Nam và châu Á xuất hiện trong sự kiện này. Cũng trong năm này, tác phẩm của anh đã giúp siêu mẫu Lan Khuê giành được giải "World Designer" tại Hoa hậu Thế giới 2015 và "Trang phục dạ hội đẹp nhất" do Global Beauties đánh giá. Đây là một dấu mốc quan trọng trong sự nghiệp của Lý Quí Khánh.
Năm 2016, anh cho ra mắt bộ sưu tập lấy cảm hứng từ Hồ Ngọc Hà. Mặc dù có quy mô nhỏ với chỉ 13 đầm dạ hội, nhưng đây được xem là buổi trình diễn cá nhân đầu tiên của Lý Quí Khánh. Cũng trong năm này, anh được mời làm giám khảo của chương trình Vietnam's Next Top Model. Tuy nhiên, anh cũng gây ra nhiều tranh cãi với hành động quỳ xuống xin các giám khảo khác giữ lại thí sinh. Trong khoảng thời gian này, anh còn gây chú ý với phát ngôn thừa nhận "yêu nhau" với ca sĩ Quang Vinh. Ngày 28 tháng 6 năm 2017, trong đêm trao giải ELLE Style Awards 2017, Lý Quí Khánh đã giành giải giải thưởng tại hạng mục Nhà thiết kế phong cách nhất của năm.

### Sau 10 năm trong nghề
Năm 2019, để kỷ niệm 10 năm vào nghề thiết kế, Lý Quí Khánh đã cho ra mắt show diễn thời trang với tên gọi Feminism – Vẻ đẹp của tự do. Đây là một trong những buổi trình diễn "để đời" và gây nhiều sự chú ý của nhà thiết kế này. Sau buổi trình diễn, Lý Quí Khánh và nhà tài trợ đã quyên góp toàn bộ số tiền bán sản phẩm hạt ngọc vàng xuất hiện trong show để ủng hộ phụ nữ khó khăn. Nhưng bên cạnh đó, Lý Quí Khánh và ekip của mình cũng bị chỉ trích vì làm việc thiếu chuyên nghiệp và không tôn trọng người mẫu. Trong năm này, Lý Quí Khánh đã hợp tác với Ninh Dương Lan Ngọc mở một nhà hàng Thái Lan, lấn sân sang lĩnh vực ẩm thực.
Năm 2020, trong sự bùng nổ của dịch COVID-19 và hạn mặn ở khu vực Đồng bằng sông Cửu Long, Lý Quí Khánh cùng với Hồ Ngọc Hà và nhiều người bạn khác đã ủng hộ 3 tỷ đồng cho việc phòng chống Covid và hạn mặn: 2 tỷ tiền mặt + 1 tỷ thiết bị lọc nước. Cuối tháng 11, anh tiếp tục tham gia Show thời trang thổ cẩm "Hương rừng Sắc núi" với bộ sưu tập Hạt nắng. Đây buổi trình diễn thời trang thuộc khuông khổ Lễ hội Văn hóa thổ cẩm Việt Nam, và được đầu tư hàng tỷ đồng. Cũng trong năm này, anh gây chú ý khi tự mình mặc váy, đảm nhiệm vai trò vedette trong buổi trình diễn thời trang của nhà thiết kế Phạm Đăng Anh Thư. Ngoài ra, Lý Quí Khánh còn góp mặt trong một dự án phim nói về góc khuất trong giới giải trí: "Con đường danh vọng", và trở thành Đại sứ thương hiệu của Sacombank.
Đầu năm 2021, Lý Quí Khánh cho ra mắt các thiết kế mới trong buổi trình diễn thời trang Queen & Princess với chủ đề "Biển cả và rừng xanh". Đây là một buổi trình diễn thời trang do tạp chí Môi trường và Đô thị Việt Nam, báo Pháp luật Môi trường Điện tử phối hợp tổ chức nhằm truyền tải thông điệp bảo vệ môi trường. Đến tháng 4 năm 2021, Lý Quí Khánh tái hiện một châu Âu cổ điển qua 'Điểm hẹn Milano' tại EcoCity Premia.

## Sự việc liên quan

### Đạo nhái nhiều lần
Tối ngày 11 tháng 1 năm 2016, Tóc Tiên đã mặc một bộ đầm do Lý Quí Khánh thiết kế để tham dự sự kiện. Tuy nhiên thiết kế này nhanh chóng tố "đạo nhái" chiếc váy với chất liệu satin được Rihanna mặc trong đêm tiệc tiền Grammy 2014 - một thiết kế nằm trong bộ sưu tập couture xuân 2014 của Alexandre Vauthier. Lý Quí Khánh đã nhanh chóng lên tiếng phủ nhận nghi án đạo nhái này. Anh giải thích: "váy của Rihanna cắt liền từ trên xuống dưới theo dạng đồ ngủ, phần eo xoắn lại. Còn đầm của anh chia làm ba phần rõ rệt thân trên, phần ôm mông và xẻ tà. Hai form dáng hoàn toàn khác nhau, chỉ giống màu sắc". Nhưng đối với nghi ngờ bộ jumpsuit đỏ được Hồ Ngọc Hà trình diễn trong Giọng hát Việt 2015 đạo nhái bộ trang phục đã được Beyoncé trình diễn trước đó thì Lý Quí Khánh không trả lời gì thêm vì thời điểm bấy giờ anh đang không ở trong nước.
Trong đêm chung kết Hoa hậu Đại dương Việt Nam 2017, Hồ Ngọc Hà diện váy ánh kim có phần vai phồng xòe rộng giống thiết kế của thương hiệu Stephane Rolland trên sàn trình diễn thu đông trước đó. Tuy nhiên, Lý Quí Khánh phủ nhận cáo buộc "đạo nhái" bởi tay phồng là phong cách từ trước đến nay của anh. Một lần khác, anh bị tố sao chép thiết kế của thương hiệu Labourjoisie. Bộ váy được anh thiết kế riêng cho Hồ Ngọc Hà được nhận xét là giống "bản gốc" 80-90%. Ngoài ra, Lý Quí Khánh còn bị "nghi ngờ đạo nhái" ở nhiều bộ trang phục khác.

### Báng bổ tôn giáo
Trong sự kiện Met Gala 2018, Lý Quí Khánh đã thiết kế riêng một chiếc đầm dạ hội cho fashionista Nga Nguyễn. Đây là người Việt Nam đầu tiên xuất hiện trong sự kiện này. Nhưng chiếc váy với nhiều đường cắt hình thánh giá ở những vị trí nhạy cảm đã phải nhận nhiều ý kiến trái chiều của khán giả. Nhiều ý kiến cho rằng, thiết kế này của Lý Quí Khánh là báng bổ Công giáo. Nga Nguyễn cũng là chị gái và nguồn lây nhiễm COVID-19 cho bệnh nhân số 17 của Việt Nam, người đã trốn khai báo y tế sau khi về nước làm lây lan dịch bệnh này. Ngoài ra, Ngọc Trinh cũng từng bị nghi ngờ đạo nhái thiết kế của Lý Quí Khánh.

### Bị đạo nhái
Đầu tháng 1 năm 2017, Lý Quí Khánh gây bất ngờ khi tố một thương hiệu nổi tiếng là Reem Acra đạo nhái thiết kế của mình. Theo Lý Quí Khánh, bộ trang phục do Jennifer Lopez diện trên thảm đỏ People's Choice Awards giống hệt thiết kế của anh đã ra mắt vào tháng 9 năm trước (2016). Thiết kế của Lý Quí Khánh đã được Hồ Ngọc Hà thử vào ngày 28 tháng 9 năm 2016 và được chính anh đưa lên trang tài khoản mạng xã hội cá nhân vào ngày 4 tháng 10 cùng năm. Trong khi đó, trang phục mà Jennifer Lopez mặc nằm trong bộ sưu tập Pre-Fall 2017 của Reem Acra, ra mắt chính thức vào đầu tháng 1 năm 2017. Đây một trong những lần hiếm hoi một thương hiệu quốc tế bị tố "đạo nhái" một thiết kế của người Việt Nam.

### Quan hệ với Quang Vinh
Lý Quí Khánh và nam ca sĩ Quang Vinh quen nhau trong chương trình Duyên Dáng Việt Nam vào năm 2005. Kể từ đó, Lý Quí Khánh và Quang Vinh luôn tỏ ra thân thiết. Điều này dẫn đến nhiều lời đồn đoán về mối quan hệ giữa hai người, bao gồm cả "người tình tin đồn", hay "người yêu đồng giới". Mặc dù không phủ nhận nhưng Lý Quí Khánh đã không ít lần khẳng định mối quan hệ của hai người là "trên cả tình yêu", là "tri kỷ", và "hơn cả tri kỷ". Vào tháng 4 năm 2021, Lý Quí Khánh đăng loạt ảnh "mát mẻ" lên trang mạng xã hội. Rất nhanh sau đó, cư dân mạng đã nhận định người chụp những tấm ảnh này là Quang Vinh bởi hai người đã check-in ở cùng địa điểm và chụp nhiều tấm ảnh có bối cảnh giống nhau.

### Phát ngôn gây tranh cãi
Sau đêm chung kết Hoa khôi Du lịch Việt Nam 2017, Phạm Hương đã đăng một trạng thái chúc mừng "học trò" của mình là Đỗ Trần Khánh Ngân đăng quang với nội dung: "Hoa hậu rồi sẽ tạo nên hoa hậu". Không lâu sau đó, Lý Quí Khánh cũng đăng một trạng thái chúc mừng nhưng lại với nội dung Khánh Ngân đăng quang là nhờ bản thân Ngân và thiết kế của Quí Khánh. Nhiều người cho rằng, Quí Khánh đang có ý mỉa mai Phạm Hương "nhận vơ" công lao khi Khánh Ngân đăng quang không nhờ công sức dạy dỗ của ai cả. Phát ngôn này của Lý Quí Khánh rất nhanh được sự ủng hộ của Hồ Ngọc Hà. Nhiều người đã tỏ ra không hài lòng, thậm chí là bức xúc với ý kiến này của hai người.
Một lần khác, Lý Quí Khánh vướng phải tranh luận khi anh bán bánh tráng trộn với giá 250.000 đồng một phần trong khi giá trị thông thường của món ăn này thường rơi vào khoảng 20.000 đồng. Lý Quí Khánh lập tức phản bác rằng đây là món ăn được làm ra từ những nguyên liệu anh đích thân chọn nên rất đáng tiền. Nhưng rất nhanh sau đó, món ăn này của Lý Quí Khánh bị thực khách chỉ trích là không xứng đáng với giá tiền. Để đáp lại những ý kiến trái chiều này, Lý Quí Khánh đã lên tiếng rằng anh không ép ai phải mua và cho rằng những người chê bai món ăn của mình là những người "sống dã tâm". Phát ngôn này của Lý Quí Khánh một lần nữa nhận được sự chỉ trích của cư dân mạng.

## Giải thưởng
- World Designer tại Hoa hậu Thế giới 2015.[82]
- Nhà thiết kế phong cách nhất của năm tại ELLE Style Awards 2017.[83][84]

## Gia đình
- Ông nội: Lý Quí Chung hay nhà báo Chánh Trinh, nguyên Bộ trưởng Bộ thông tin của chính phủ Việt Nam Cộng hòa.[11]
- Bà nội: Nguyễn Thị Quỳnh Nga, chủ nhà hàng Thanh Niên ở trung tâm Quận 1, Thành phố Hồ Chí Minh.
- Cha: Lý Quí Trung, giáo sư, tiến sĩ, người Việt Nam đầu tiên được phong hàm Giáo sư danh dự tại trường Đại học Griffith.